# IV Cumbre de Unasur
La IV Cumbre de Unasur fue encuentro del Consejo de Jefas y Jefes de Estado y de Gobierno de la Unasur, celebrado en Georgetown, Guyana el 26 de noviembre de 2010. Ocho jefes de Estado y cuatro Ministos de Relaciones Exteriores de la Unión de Naciones Suramericanas asistieron a la cumbre. Durante la cumbre, los mandatarios firmaron un protocolo adicional al Tratado Constitutivo, añadiendo una cláusula democrática During. La cumbre en Georgetown finalizó con la rotación de la Presidencia pro tempore de Unasur pasando de Rafael Correa al Presidente de Guyana, Bharrat Jagdeo.

## Mandatarios en la cumbre

### Jefas y Jefes de Estado y de Gobierno
Participaron ocho jefes de Estado y de gobierno. Los presidentes de Chile, del Perú, del Uruguay y de Bolivia no pudieron asistir.

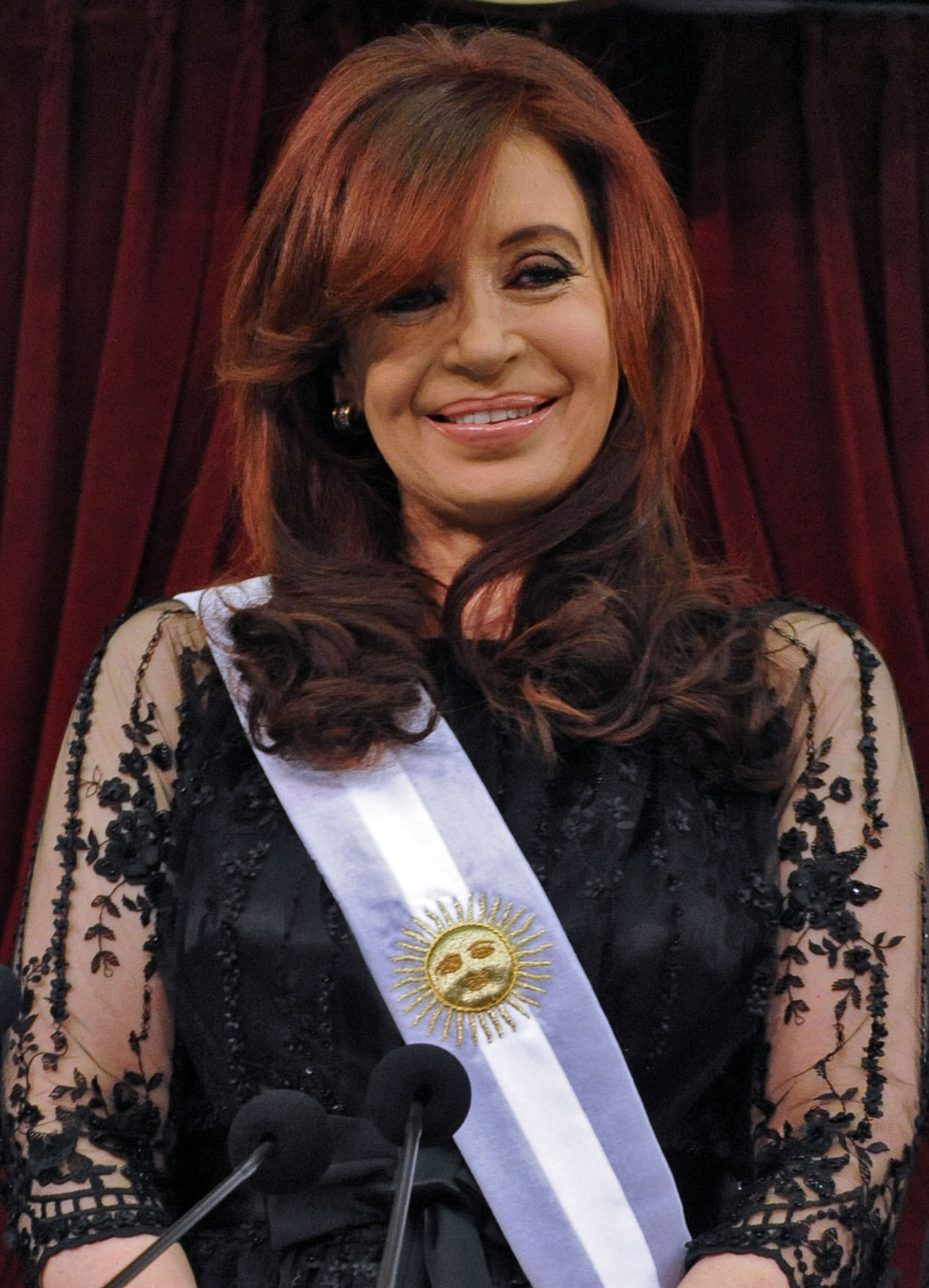
Argentina Cristina Fernández
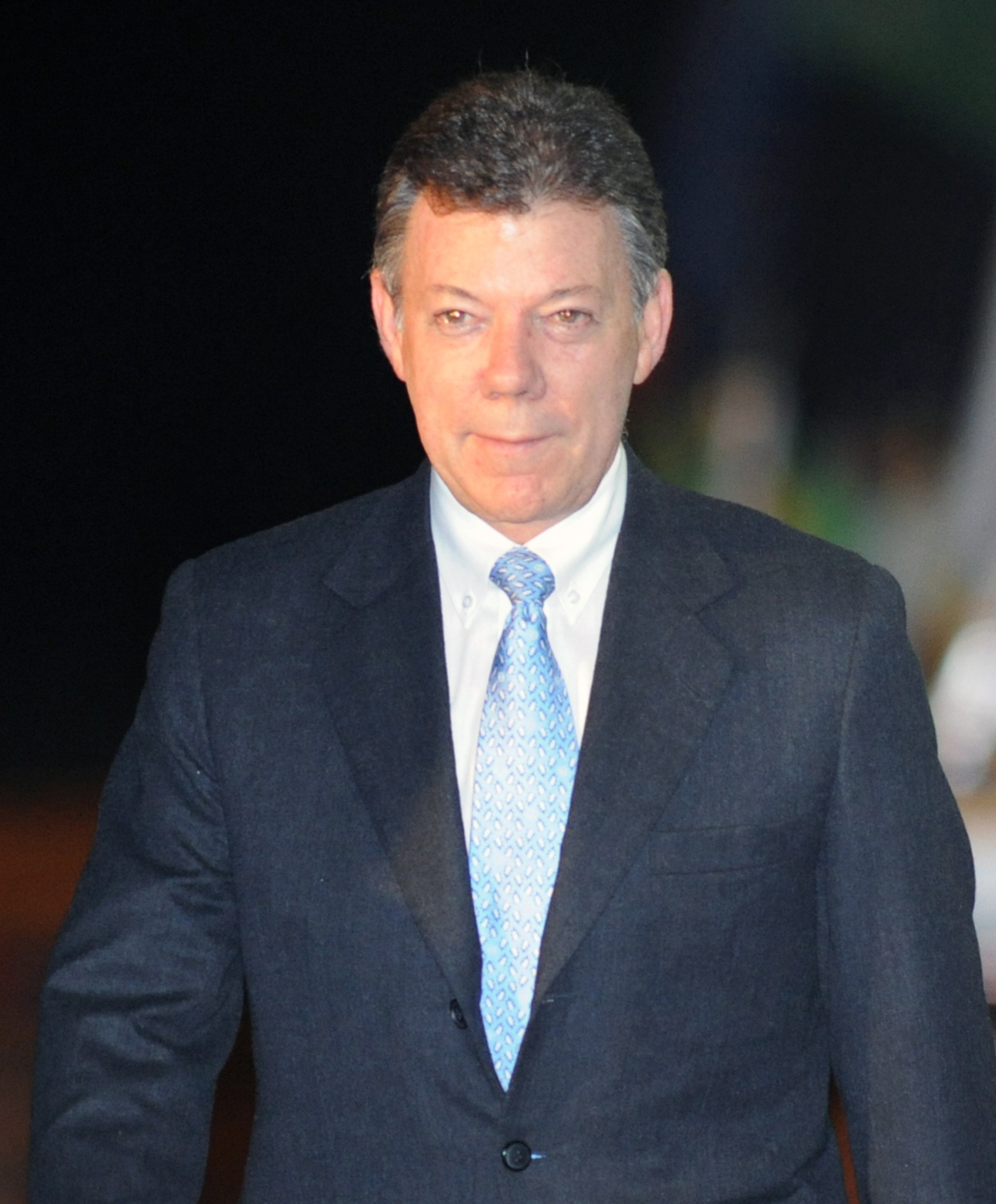
Colombia Juan Manuel Santos
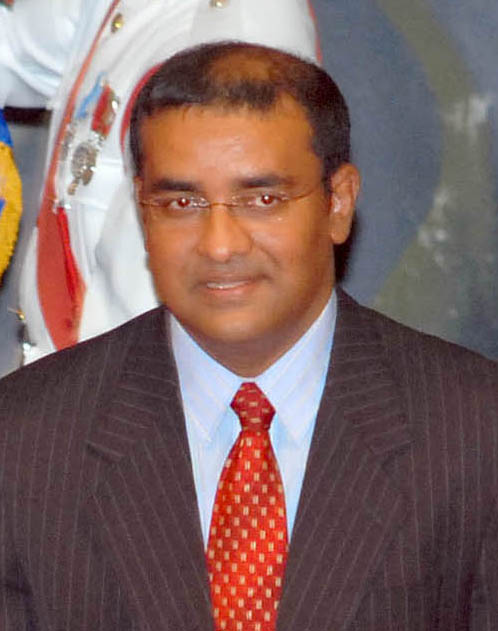
Guyana Bharrat Jagdeo
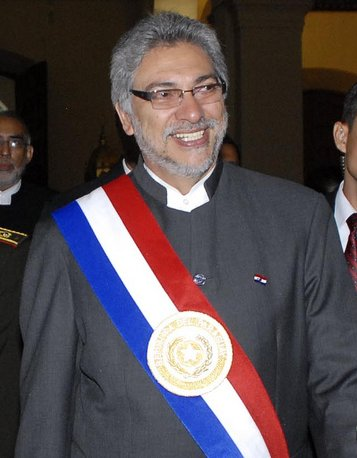
Paraguay Fernando Lugo
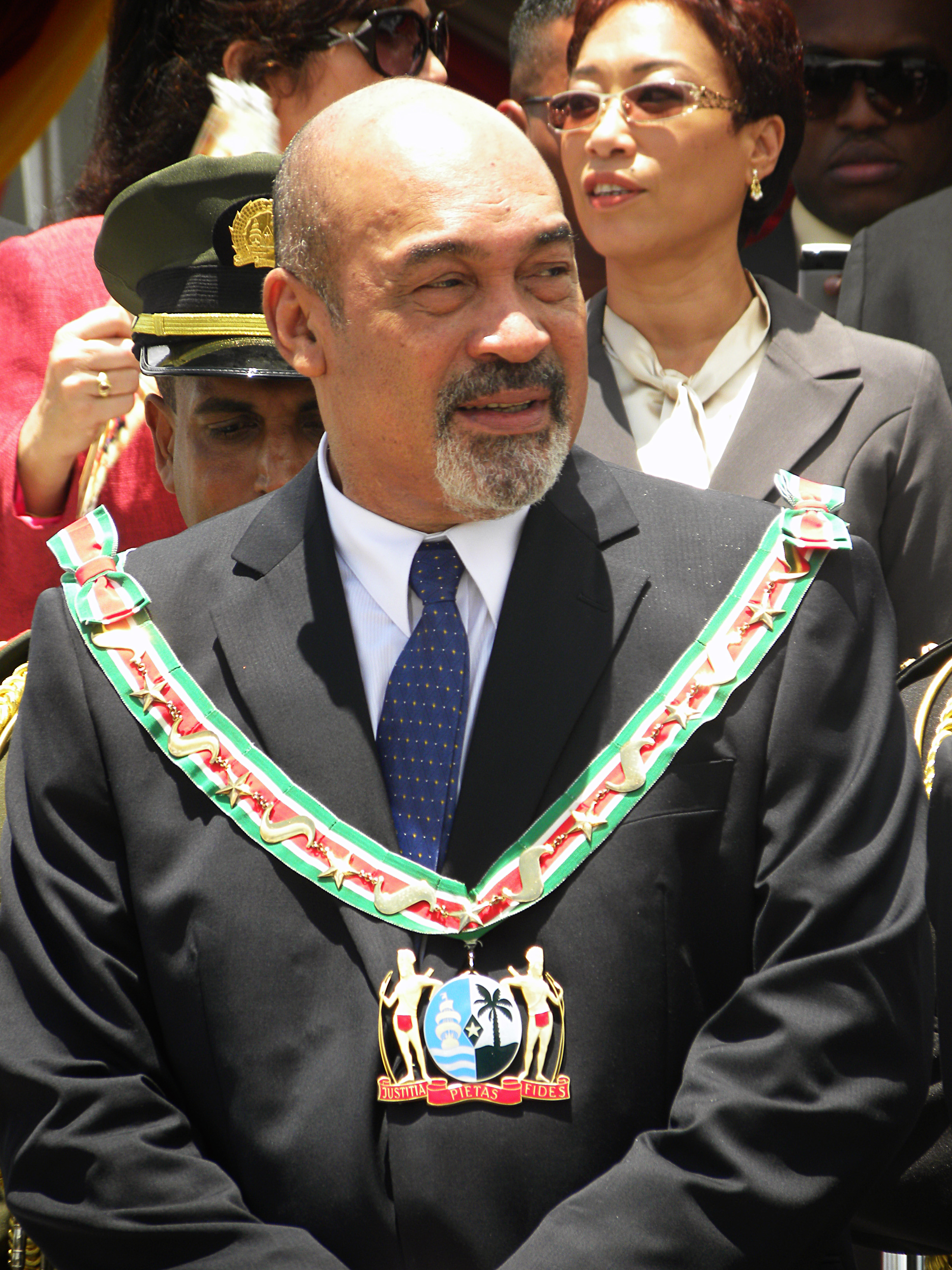
Surinam Desi Bouterse
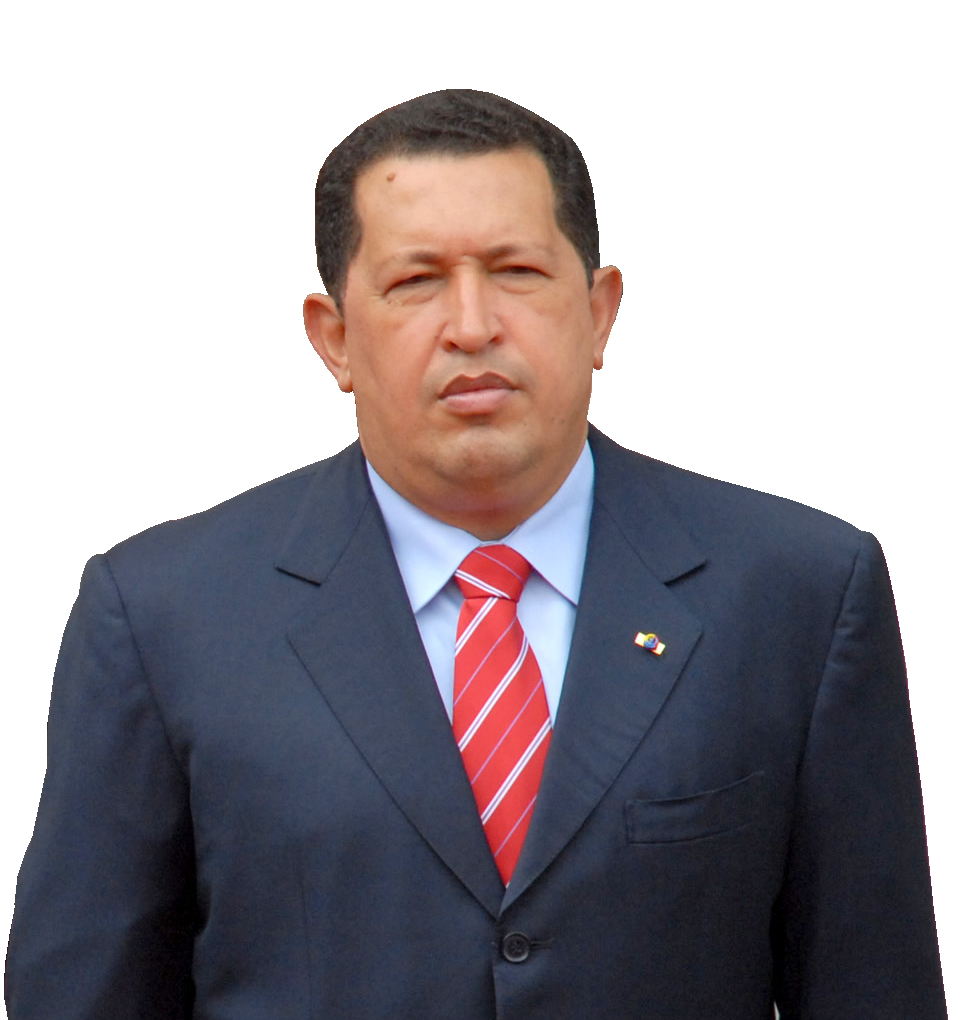
Venezuela Hugo Chávez

### Ministros de Relaciones Exteriores

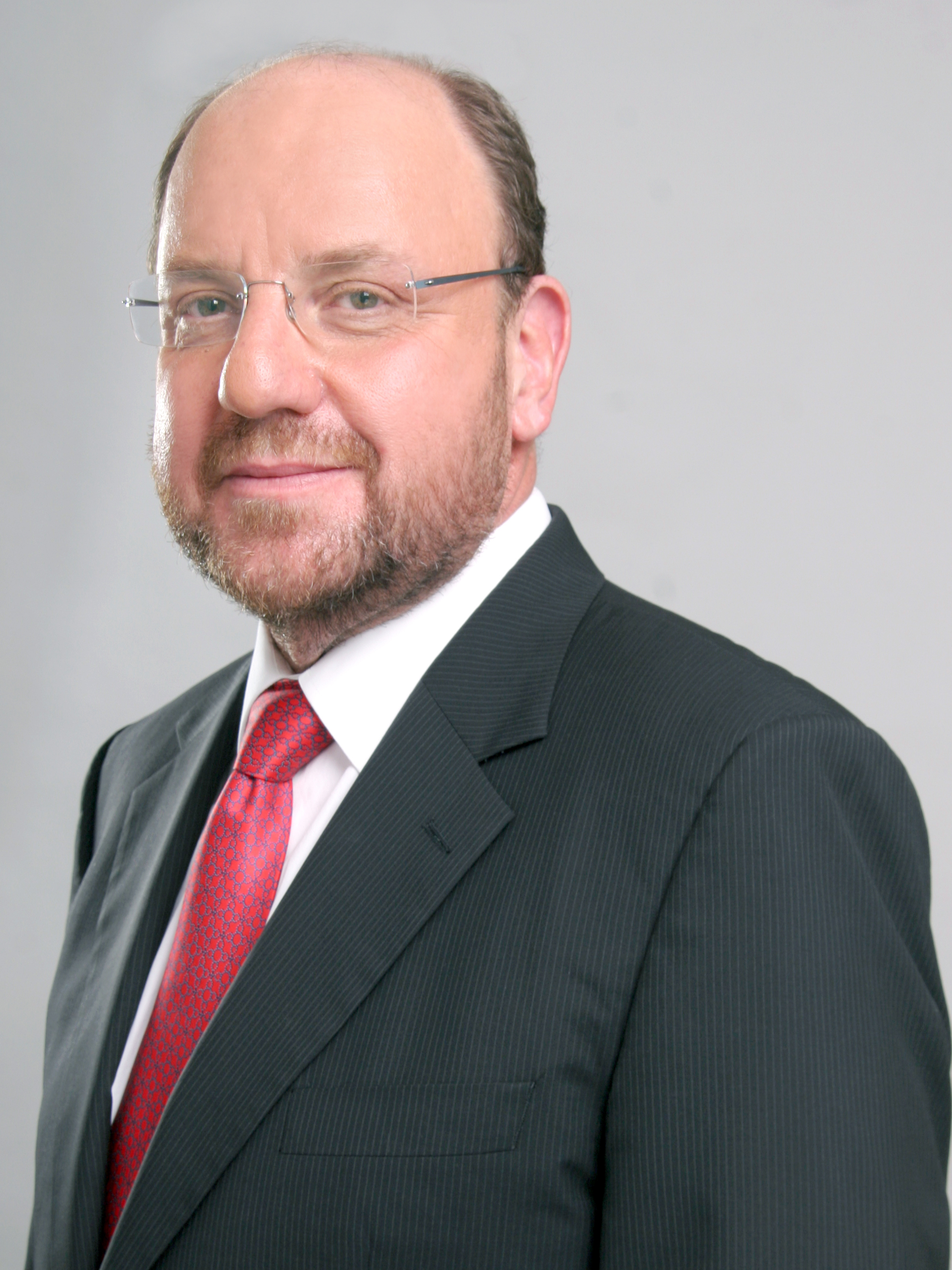
Chile Alfredo Moreno
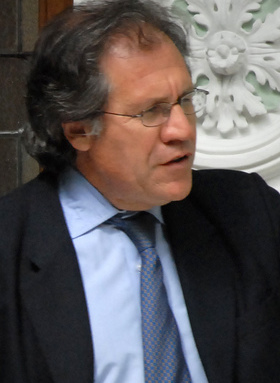
Uruguay Luis Almagro

## Cuestiones

### Integración regional
Luiz Inácio Lula da Silva abogó por la eliminación de las asimetrías que frenan la integración de América del Sur, en su discurso durante la cumbre.

### Secretaría General
El nombre del nuevo Secretario General de la organización seguirá sin conocerse hasta el próximo encuentro del Consejo de Jefas y Jefes de Estado y de Gobierno en Mar del Plata, Argentina.

### Presidencia guyanesa
Guyana, Estado el cual tomó la Presidencia pro tempore de Unasur es uno de los países suramericanos más pobres, por dicha razón el presidente Lula ya anunció que Brasil ayudará a Guyana para presidir el bloque regional.

### Islas Malvinas

Las embarcaciones que porten la bandera británica de las Islas Malvinas no tendrán acceso a los puertos de los países miembros de la UNASUR, incluidos los de Guyana, ex colonia británica y parte de la Commonwealth.

La cumbre se dirigió al conflicto por la soberanía de las Malvinas disputa entre el Reino Unido y la Argentina. Varios artículos de la declaración establecen que todos los puertos de la Unasur serán cerrados a aquellos buques que operen bajo la "bandera ilegal de Malvinas".

## Logros

### Cláusula Democrática
Los mandatarios aprobaron un protocolo adicional al Tratado Constitutivo, el cual agrega una cláusula democrática al mismo. La cláusula democrática impone sanciones a cualquier Estado miembro de la Unasur que quiebre o intente quebrar la democracia. La cláusula estable senciones tales como, el cierre de fronteras y la suspensión del comercio, contra aquel Estado que haya sufrido un golpe de Estado. La decisión de incluir una cláusula democrática se debió a la reciente crisis política, la cual amenazó la continuidad de la administración del presidente Rafael Correa.

### Declaración de Georgetown
Al final de la cumbre, los jefes de Estado y ministros de Relaciones Exteriores emitieron la "Declaración de Georgetown". En la declaración, los mandatarios reiteraron su compromiso expresado en la "Declaración de Bariloche" del 28 de agosto de 2009, para fortalecer la América del Sur como una zona de paz, reiterando la decisión de abstenerse de recurrir a la amenaza o al uso de la fuerza contra la integridad territorial de otro Estado miembro de la Unasur.
 Los mandatarios expresaron su intención de continuar trabajando hacia la consolidación de un espacio de integración y unión en lo cultural, social, económico y político entre sus pueblos, otorgando prioridad al diálogo político, las políticas sociales, la educación, la energía, la infraestructura, el financiamiento y el medio ambiente, entre otros, con miras a eliminar la desigualdad socioeconómica, lograr la inclusión social y la participación ciudadana, fortalecer la democracia y reducir las asimetrías en el marco del fortalecimiento de la soberanía e independencia de los Estados.